# Tempesta sul Monte Bianco
Tempesta sul Monte Bianco, o anche Tempeste sul Monte Bianco  (Stürme über dem Mont Blanc), è un film del 1930, diretto da Arnold Fanck, con Leni Riefenstahl.

## Trama
Hannes opera in una piccola stazione meteorologica isolata sul Monte Bianco. Dispone di un telegrafo tramite il quale comunicare, in codice Morse, le rilevazioni scientifiche ad altri centri meteorologici, come all’osservatorio di Chamonix, nel quale lavora il professor Armstrong; e di una radio, alla quale ascolta i concerti organistici del suo amico Walter Petersen.
Un giorno Armstrong e la figlia Hella, usufruendo anche del piccolo aereo da turismo dell’amico Udet, vanno in visita da Hannes: mentre quest’ultimo e Hella stanno compiendo rilevazioni presso l’anemometro, Armstrong, che si era allontanato, muore in seguito a una caduta da un contrafforte roccioso. Quando la squadra di soccorso giunge a prendere il cadavere del professore, Hannes consiglia a Hella, che pure sta scendendo a valle, per sentirsi meno sola, di fare visita a Walter.
Hella trova Walter malato, e si mette ad accudirlo. Qualche tempo dopo Walter scrive a Hannes dicendosi fiducioso, di lì a poco, di poter annunciare il proprio fidanzamento con Hella. Quando Hannes riceve la lettera è contrariato, al punto di rifiutare il proprio periodo di vacanza per trattenersi ancora in servizio alla stazione in quota. Mentre i portatori della lettera scendono a valle cominciano a manifestarsi le conseguenze dell’imminente disgelo: smottamenti di neve e apertura di crepacci rendono difficoltoso il loro ritorno.
Un giorno, mentre è lontano dalla stazione per effettuare dei rilevamenti meteorologici, Hannes perde i guanti, mentre si sta alzando una tormenta: torna alla stazione con un principio di congelamento alle mani, e decide quindi di scendere a valle più in fretta possibile. Tuttavia incontra svariate difficoltà: una slavina, crepacci che si aprono e, infine, la rottura degli sci. Torna a fatica, sotto la tormenta, alla stazione: qui però il vento aveva divelto la porta che egli, nella fretta, non aveva opportunamente chiuso, e l’interno della casetta è invaso dalla neve. Lancia allora l’SOS. La squadra di soccorso è tuttavia impedita nella sua avanzata dalle condizioni impervie del cammino, e procede solo a rilento. Hella allora, prima di unirsi alla squadra, fa intervenire Udet con il suo aereo. Udet giunge per primo alla stazione meteorologica, e trova Hannes rannicchiato e coperto di neve ghiacciata. Mentre Udet si ingegna per accendere il fuoco, arrivano i soccorritori, e Hella prima di tutti.